# Ерон
Ерон (на френски: Héron) е селище в Югоизточна Белгия, окръг Юи на провинция Лиеж. Населението му е около 4500 души (2006).